# 랜드시어 도그

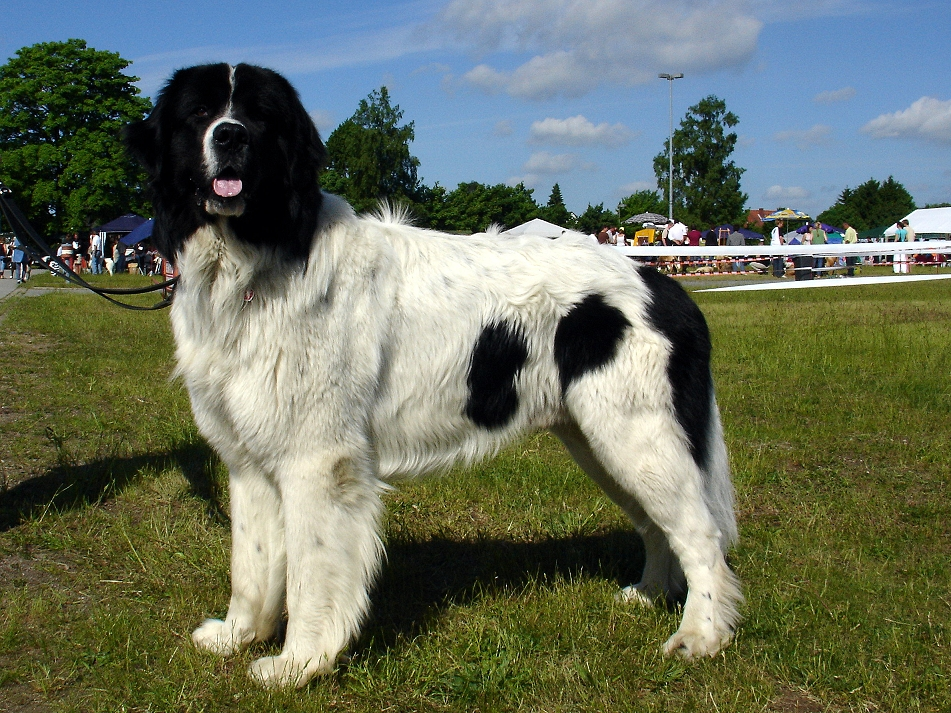

랜드시어 도그(Landseer dog)는 캐나다가 원산인 개이다. 유럽 대륙에서 독립 품종으로 인정받는 뉴펀들랜드 (개)의 흑백 품종이다.

## 역사
랜드시어 ECT는 캐나다 뉴펀들랜드와 래브라도 지역의 어부들이 사용하는 개들의 후손이다. 이 개들은 포르투갈과 바스크 어선에서 수입한 물개와 가축 보호견의 후손으로 여겨진다. 빅토리아 시대에는 검은색과 흰색의 뉴펀들랜드 개들이 검은색보다 더 인기가 많았으며, 시덴햄 에드워즈(Sydenham Edwards), 필립 레이나글(Philip Reinagle), 새뮤얼 존스(Samuel Jones), 그리고 가장 유명한 에드윈 랜드시어(Edwin Landseer)를 포함한 수많은 19세기 예술가들의 주제가 되었다. 이 이름은 이미 1896년부터 흑백의 뉴펀들랜드를 묘사하는 데 사용되었다.
20세기에는 단색 검정색이 더욱 인기를 얻었고 두 가지 색상의 동물을 대체하여 1930년대에는 랜드시어의 그림에 나오는 개를 재현하기 위한 공동의 노력이 이루어졌다. 이 육종가들의 노력으로 랜드시어 품종이 탄생했다. 영국과 북미에서는 랜드시어 색깔의 개는 다양한 뉴펀들랜드 품종으로 간주된다. 1960년에 랜드시어 색상의 뉴펀들랜드와 가축 보호견을 교배하여 독일에서 랜드시어 색상의 개를 위한 별도의 품종 클럽이 만들어졌다. 비슷한 클럽이 벨기에와 네덜란드에서도 곧 이어졌다. 미국애견협회는 랜드시어 ECT를 별도의 품종으로 인식하지 않지만 일부 사람들은 이를 뉴펀들랜드와 구별되는 것으로 간주한다.